# St. Petri (Ostenfeld)

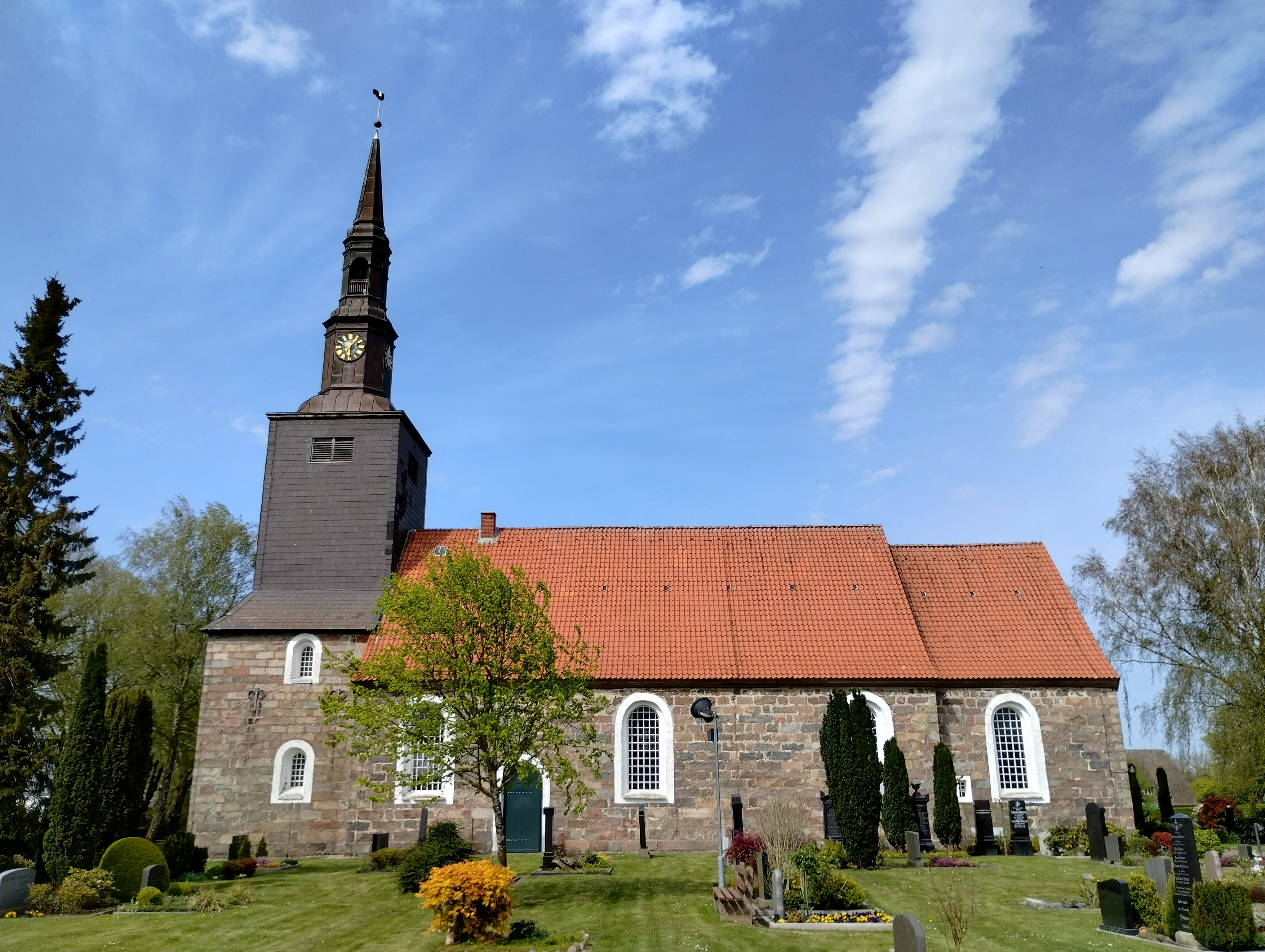
St. Petri (Ostenfeld)

Die Kirche St. Petri ist ein nach dem Denkmalschutzgesetz von Schleswig-Holstein geschütztes Kulturdenkmal mit der Objekt-ID 3967 in Ostenfeld, einer Gemeinde im Kreis Nordfriesland in Schleswig-Holstein. Die Kirchengemeinde gehört zum Kirchenkreis Nordfriesland der Evangelisch-Lutherischen Kirche in Norddeutschland.

## Beschreibung
Anstelle einer mittelalterlichen Kirche aus Backsteinen wurde 1772 eine Saalkirche aus Quadermauerwerk gebaut. Sie besteht aus einem Langhaus mit drei Jochen, einem eingezogenen, gerade geschlossenen Chor mit einem Joch im Osten und einem 1801 angefügten Kirchturm im Westen. 
Der Innenraum des Langhauses ist mit einem Tonnengewölbe überspannt. Er hat Emporen im Westen, Norden und Osten. Zur Kirchenausstattung gehören ein Flügelaltar von 1470 vor der Empore im Osten, auf der Boy Lorentzen 1776 eine Chororgel errichtete, die Kanzel von 1775 und das Taufbecken aus Granit aus dem 12. Jahrhundert.